# Armando Gun
Armando Antonio Gun Caballero (Panama, 17 gennaio 1986) è un calciatore panamense, difensore dell'Independiente de La Chorrera.

## Caratteristiche tecniche
È un terzino sinistro.

## Carriera

### Club
Comincia a giocare nel Chorrillo. Nel 2003 passa al San Francisco. Nel 2004 torna al Chorrillo. Nel 2005 passa nuovamente al San Francisco. Nel 2006, dopo una breve esperienza all'America de Cali, passa all'Alajuelense. Nel 2007 viene acquistato dal Chepo. Nel 2010 si trasferisce al Plaza Amador. Nel 2011 torna al Chepo. Nel 2012 passa allo Sporting San Miguelito. Nel gennaio 2013 viene ceduto al Rio Abajo. Nell'estate 2013 passa al Chepo. Nel 2014 viene acquistato dall'Independiente de La Chorrera.

### Nazionale
Ha debuttato in Nazionale il 26 gennaio 2005, nell'amichevole Ecuador-Panama (2-0). Ha partecipato, con la maglia della Nazionale, alla Gold Cup 2009. Ha collezionato in totale, con la maglia della Nazionale, 19 presenze.

## Palmarès

### Club

#### Competizioni nazionali
- Asociación Nacional Pro Fútbol: 1

San Francisco: 2005